# SEAT 600
SEAT 600 – miejski samochód osobowy produkowany przez hiszpańską firmę SEAT w latach 1957–1973. Licencyjna wersja Fiata 600. Dostępny był jako 2-drzwiowy fastback. Produkowany równorzędnie z SEAT-em 500. Silniki pochodziły od Fiata 600, były to jednostki OHV R4 o pojemności 663 cm³ i mocy maksymalnej 22 KM przy 4600 obr./min, oraz 767 cm³ o mocy 29 KM przy 4800 obr./min. Samochód (w zależności od silnika) osiągał prędkość maksymalną 100 lub 110 km/h. Masa pojazdu wynosiła 580 kg. Następcą modelu został SEAT 133.

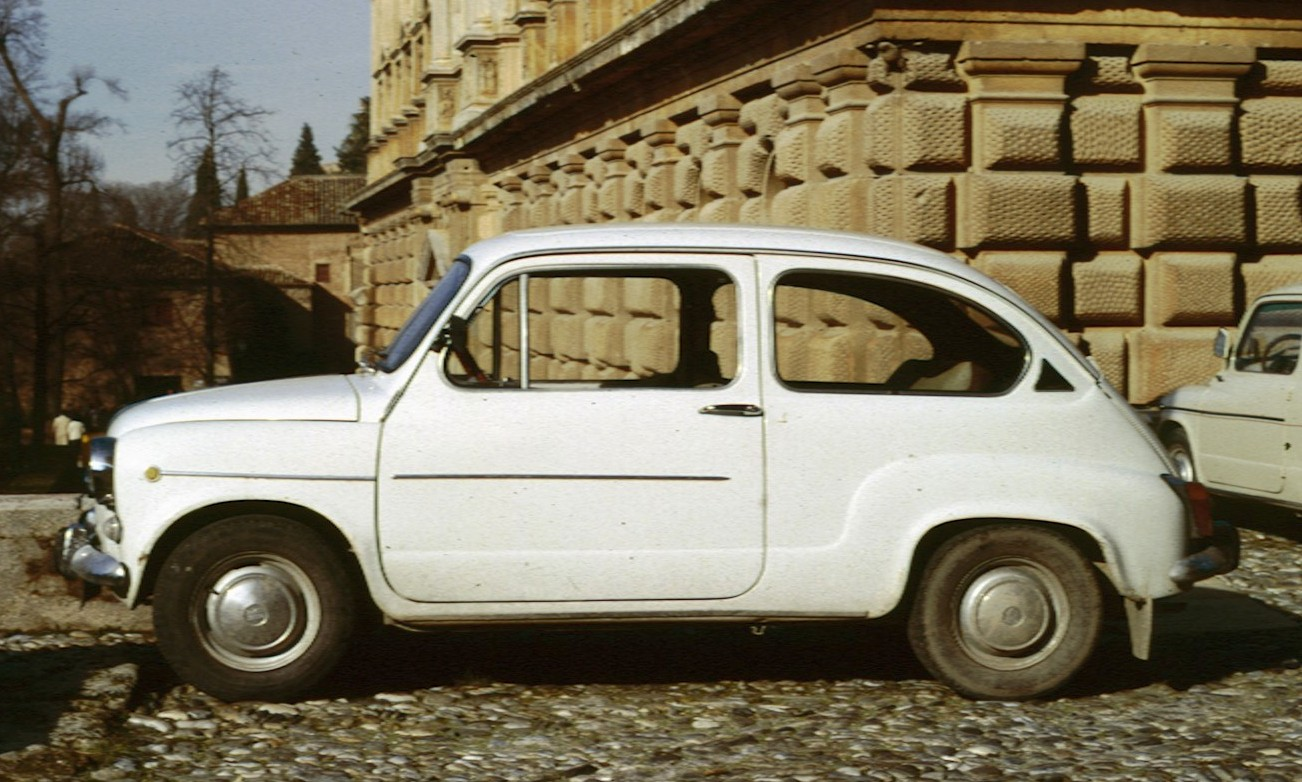
Seat 600 L ostatniej serii

## SEAT 800
Kilka lat po rozpoczęciu produkcji postanowiono wprowadzić odmianę 4-drzwiowego fastbacka. Auto dostało dodatkowe drzwi, nadwozie zostało wydłużone.

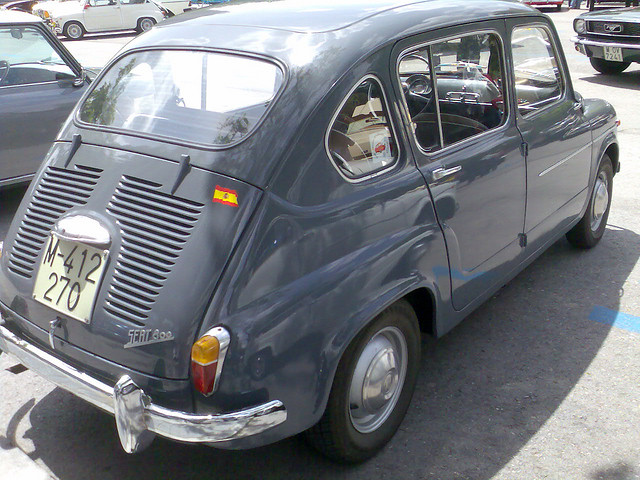
SEAT 800